# Kløvedal (Ringenes Herre)
 For alternative betydninger, se Kløvedal. (Se også artikler, som begynder med Kløvedal)
Kløvedal (engelsk Rivendell) er tilholdsstedet for elverfyrsten Elrond i fantasy-romanerne Hobbitten og Ringenes Herre af den britiske forfatter J.R.R. Tolkien.
I Ringenes Herre optræder det som stedet hvor man afholder Rådsforsamlingen hos Elrond, her dannes Ringens broderskab og det er her Bilbo trækker sig tilbage på sine gamle dage. Desuden spiller det en mindre rolle i Hobbitten.

## Rolle i Tolkiens Værker
Kløvedal omtales også som "det sidste hyggelige hus", et sted der er kendt viden om for at være et af elvernes sidste tilholdssteder. Her samles de vise, de gode og de modige, og selv om Kløvedal selv holdes skjult af elvermagi, spiller Elrond og hans folk en aktiv og åben rolle i alle større begivenheder (i modsætning til f.eks. dronning Galadriels Lorien der er helt skjult for omverden). 
Bilbo kommer til Kløvedal på sin rejse med Gandalf på vej til det ensomme bjerg, og her hjælper Elrond med at tyde det hemmelige kort der viser bagindgangen til Erebor.
Hertil fortrækker Bilbo da han forlader herredet for her kan han fordybe sig i at skrive sin bog og studere gamle kort og skrifter.
Og hertil kommer Frodo sammen med sine venner i starten af Ringenes Herre da han er på flugt fra De sorte Ryttere. Hans sår heles ved Elronds lægekunst, hertil kommer Boromir for at søge råd og her mødes hobbitter, mennesker, elvere og dværge for at forstå og diskutere Herskerringens videre skæbne. Her nedsættes Ringens Broderskab og herfra drager Frodo og broderskabet ud på den sidste mission for at tilintetgøre ringen.
Efter at herskerringen er ødelagt og Sauron styrtet vender Frodo og broderskabet tilbage til Kløvedal, før Frodo fortsætter til Herredet.

## Baggrund
Kløvedal var beliggende nordligt i den vestlige udkant af Tågebjergene i en skjult dal, og blev bygget af Elrond i år 1697 i den 2. alder. I dette år blev elverriget Eregion (hvor Magtens ringe blev smedet) ødelagt af Sauron, og Elrond ledte en hær for at bekæmpe Sauron. Han måtte dog trække sig tilbage og holdt sig skjult på det sted hvor han senere anlagde Kløvedal.
Elrond levede og regerede her sammen med sin kone og deres datter Arwen, og en hel del andre elvere - både Noldor og Sindar - bl.a. Glorfindel og Gildor Inglorion. På elversproget sindarin hed Kløvedal "Imladris".
I sidste del af 3. alder var Kløvedal sæde for Det hvide Råd hvor man diskuterede kampen mod Sauron. Her besluttede man bl.a. på et møde år 2941 i den 3. alder at indlede et angreb mod fæstningen Dol Guldur hvor Sauron mentes at opholde sig - det var samme år som Bilbo kom til Kløvedal første gang.

## Rådsforsamlingen hos Elrond
Rådsforsamlingen hos Elrond er en af de mest centrale passager i Ringenes Herre. I bøgerne er den beskrevet i et eget kapitel, kapitel 2 i 2. bog, 1. bind, mens den i filmene ligger ca. midt i 1. film.
På Rådsforsamlingen afsløres helt centrale elementer i historien som hidtil kun har været antydet, f.eks. at Bilbos og Frodos ring er Herskerringen, og man får også historien om hvordan ringen endte hos Bilbo. Det afsløres også at Aragorn langt fra er en simpel vagabond, men arving til det sydlige kongeringe Gondor fordi han nedstammer i lige linje fra de gamle konger Isildur og Elendil. Senere udvælges de 9 personer der igennem resten af historien udgør Ringens broderskab og det besluttes at broderskabets endelige mål skal være ringens fuldstændige ødelæggelse i Dommedagsbjergets ild.

### Forløb
Efter at Frodo er kommet til Kløvedal og blevet (delvis) helbredt, indkaldes der til rådsforsamling af elverkongen Elrond. Til stede er en række repræsentanter for de såkaldte tre frie racer (mennesker, Elvere og Dværge), Frodo, Bilbo og troldmanden Gandalf. Mødet indledes med at dværgen Gloin redegør for hvordan de er blevet kontaktet og truet af Sauron, og dernæst redegør Elrond og Gandalf for ringens historie fra den blev smedet til den blev overdraget til Frodo. Legolas fortæller om hvordan Gollum desværre er undsluppet fra deres fangenskab.
Så fortæller Boromir om hændelser i Gondor der ligger tættere på Mordor, samt om en mærkelig drøm han har haft - en drøm han deler med sin bror Faramir hvor en klar stemme råber: Bruden er den søgte klinge, hviler i Imladris' muld. Stærke råd de frem må mane: Overvindes skal Morgul. Men et tegn må tiden bringe, Nærmere er Dommens Dag, Vågne skal Isildurs Bane, Halvlang ruster sig til slag. Aragorn tager nu ordet for at forklare betydningen af ordene i drømmen. Den brudne klinge er Aragorns knækkede sværd, og Aragorn er Isildurs arving - arving til Gondors trone. Imladris er Kløvedal. Isildurs bane er ringen, der nu aktivt søger mod sin herre Sauron og de halvlange er hobbitterne.
Herefter diskuterer man om ringen virkelig er herskerringen og hvordan det i givet fald kan ødelægges endeligt. Der er megen tvivl og uenighed, men i sidste ende er de fleste overbevist og Gandalf og Elrond skærer igennem og konkluderer at ringen virkelig er herskerringen, og at den kun kan tilintetgøres fuldstændigt i Dommedagsbjergets ild.
Mødet afbrydes for at spise middag og man genoptager det først dagen efter.
Og så beslutter man til sidst at danne Ringens Broderskab som skal bestå af 9 personer - Elrond siger: "de Ni Vandringsmænd skal stå imod de Ni Ryttere, som er onde". Frodo skal bære ringen og han skal følges af sin gode ven og tjener Sam Gammegod. Med ham skal følge Aragorn og Gandalf for ødelæggelsen af ringen ligger dem meget på sinde, samt Boromir som de skal følge med på vej tilbage til Gondor. Der skal også være en elver, Legolas, og en dværg, Gimli, søn af Gloin. Det er kun 7, men til sidst overtales Elrond til at lade de to andre hobitter, Meriadoc Brændebuk og Peregrin Toker rejse med selskabet.